# コスモクリーナー (オウム真理教)
コスモクリーナーは、オウム真理教のCSI（後の科学技術省）が開発したファン式空気清浄機の名称。

## 概要
この名称は、麻原が替え歌を歌うほどの熱心なファンだった『宇宙戦艦ヤマト』に登場する、放射能除去装置「コスモクリーナーD」に由来する。教団では「反対勢力が毒ガスを噴霧し、オウムを攻撃している」と主張しており、毒ガス攻撃から身を守るため、教団が省庁制のもとに設置した「科学技術省」の下で独自の空気清浄機の開発が進められた。
開発はオゾン発生器から始まり、後に外部から取り込んだ空気に酸性液・アルカリ性液・水・活性炭・フィルターに触れさせることで、毒ガスの成分に化学変化を起こさせて無毒化するという仕組みだった。まず大規模空気清浄機が開発され、1995年の教団に対する強制捜査直前には、室内型の小型空気清浄機が完成するに至った。

## 設置場所
サティアンなどの教団の各施設や、うまかろう安かろう亭などの関連企業の室内に取り付けられた。
地下鉄サリン事件実行が謀議されたリムジン内にも設置されており、遠藤誠一らは「コスモクリーナーの騒音で麻原の指示がよく聞こえなかった」と主張した。